# Thegalea haemorrhanta
Thegalea haemorrhanta är en fjärilsart som beskrevs av Turner 1909. Thegalea haemorrhanta ingår i släktet Thegalea och familjen nattflyn. Inga underarter finns listade i Catalogue of Life.